# Николо I Лудовизи
Николо I Лудовизи (* 1610, Болоня, Папска държава, † 25 декември 1664 в Каляри) е господар на Джезуалдо и принц на Пьомбино от 1634 до смъртта си през 1664 г.

## Семейство
Син на Орацио Лудовизи, херцог на Фиано и Дзагороло и генерал-капитан на Папската гвардия, и Лавиния Албергати. Племенник на по-късния кардинал Николо Албергати-Лудовизи. Брат на кардинал Лудовико Лудовизи, направен кардинал от чичо си папа Григорий XV.

## Титли
Николо е признат за принц през 1634 г. след като плаща 1 000 000 флорина. Наследява титлите на баща си, ставайки се маркиз на Популония и херцог на Фиано.
Той е испански вицекрал в Арагон (1660 – 1662) и Сардиния (1662 – 1962). През 1657 г. е обявен за кавалер на Ордена на Златното руно. Николо Людовизи умира в Каляри. Наследен от сина си Джовани Батиста Лудовизи.